# Hypopyra parvimacula
Hypopyra parvimacula là một loài bướm đêm trong họ Erebidae.